# Grand gymnure
Echinosorex gymnura
Genre
Espèce
Statut de conservation UICN

 LC  : Préoccupation mineure
Le Grand gymnure (Echinosorex gymnura), ou gymnure tout court ou gymnure de Raffles ou rat lunaire, est la seule espèce du genre Echinosorex. Comme tous les gymnures c'est une sorte de hérisson primitif d'Asie sans piquant, à l'allure de grosse musaraigne, de la famille des Erinaceidae. Il vit en Asie du Sud-Est.

## Caractéristiques du genre
Les individus du genre Echinosorex sont très proches de ceux du genre voisin, Podogymnura. Ils ont en commun les mêmes caractéristiques crâniennes et dentaires, y compris un rostre long et de longues et fortes canines.
Les Echinosorex sont plus grands, avec une queue plus longue et des crêtes temporales, sagittales et occipitales plus proéminentes.

## Description de l'espèce

### Morphologie
Le Grand gymnure mesure de 26 à 46 cm, plus la queue écailleuse et poilue d'environ 20 cm. Les femelles sont un peu plus grosses que les mâles. Il pèse jusqu'à 1,4 kg.
Le corps, long et étroit, est recouvert de poils durs, blancs sur la tête avec des ronds noirs près des yeux, blancs aussi sur certaines parties de la queue mais noirs sur le reste du corps. Certains individus sont entièrement blancs. La queue écailleuse a des poils plus épars. Les pattes sont courtes.

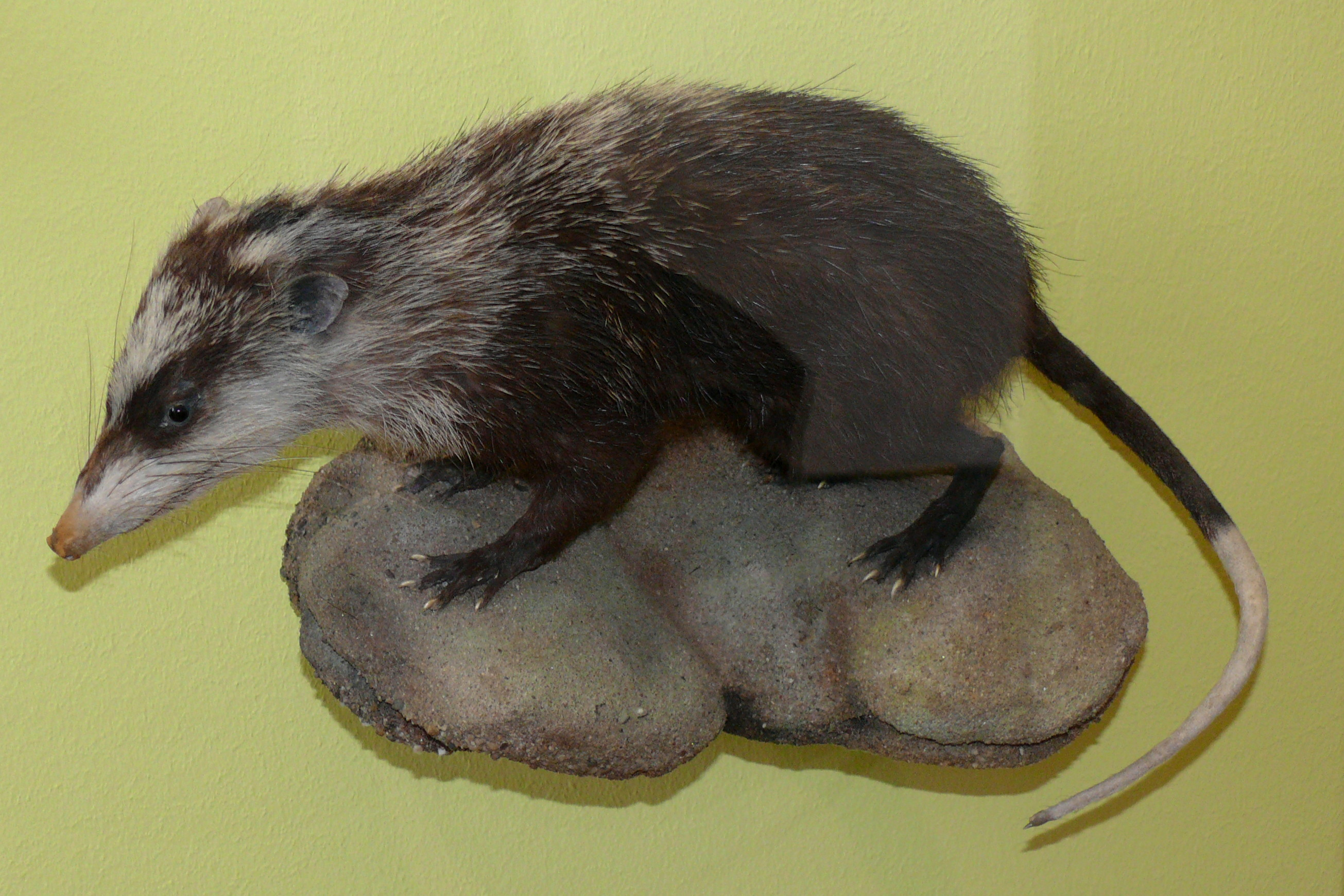
Grand gymnure, Musée Koenig, Bonn, Allemagne

Le nez est long et mobile, avec un sillon central sur sa face inférieure qui part du bout et s'arrête à peu près au niveau des incisives supérieures et des longues vibrisses. Les canines dépassent par rapport aux autres dents.

## Répartition et habitat

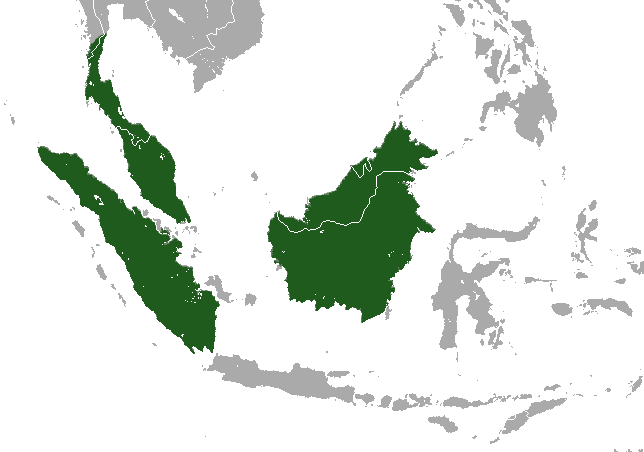
Aire de répartition

On trouve les grands gymnures en Asie du Sud-Est, dans la péninsule Malaise, à Bornéo et à Sumatra. Ils sont aussi présents sur l'ile de Labuan.
Leur habitat se situe en basse altitude, dans la forêt primaire ou secondaire, les mangroves marécageuses, les plantations d'hévéas et autres  aires cultivées. Ils semblent préférer les zones humides, de préférence près des cours d'eau et là où la végétation au sol est dense.

### Comportement
Le Grand gymnure est un mammifère terrestre nocturne qui se reproduit toute l'année. 
Le mâle ne passe que quelques jours avec la femelle au moment de la reproduction.La femelle a deux portées par an. Après une gestation qui dure habituellement entre 35 et 40 jours, elle met bas en général deux petits.
Dans la journée, le grand gymnure se cache sous des racines, dans le creux d'une souche, etc. Au crépuscule, il se met en quête de nourriture. Son alimentation est variée. Les observateurs pensent qu'elle est principalement constituée d'invertébrés terrestres ou aquatiques, comme des vers de terre, insectes, araignées, scorpions, centipèdes, mille-pattes, crabes et mollusques. Ils mangent aussi des petits vertébrés comme des lézards, des grenouilles ou des poissons qu'il attrape à la nage, ainsi que des fruits.
En captivité, les individus poussent des sifflements et des grognements quand ils rencontrent un nouveau compagnon et marquent l'entrée de leur refuge avec des sécrétions provenant de leur paire de glandes anales. Ces sécrétions auraient l'odeur d'un mélange d'oignon pourri et d'ammoniac.
Ce gymnure est solitaire et ne semble pas fréquenter d'autres espèces.

## Liste des sous-espèces
Selon MSW :
- sous-espèce Echinosorex gymnura alba
- sous-espèce Echinosorex gymnura gymnura

## Statut de conservation
L'espèce ne semble pas menacée.